# Systoechus silvaticus
Systoechus silvaticus är en tvåvingeart som beskrevs av Hesse 1938. Systoechus silvaticus ingår i släktet Systoechus och familjen svävflugor. Inga underarter finns listade i Catalogue of Life.